# Volo Transbrasil 801
Il volo Transbrasil 801 (TR801/TBA801) era un volo cargo partito dall'Aeroporto Internazionale Eduardo Gomes e diretto all'aeroporto internazionale di San Paolo/Guarulhos che si schiantò il 21 marzo 1989. Il Boeing 707 si schiantò nella baraccopoli densamente popolata di Guarulhos, a 2 chilometri (1,2 mi; 1,1 nmi) dalla pista. L'incidente provocò la morte di tutti e 3 i membri dell'equipaggio e di 22 persone a terra, e fece oltre 200 feriti.

## L'aereo
L'aereo coinvolto era un Boeing 707-349C immatricolato PT-TCS con numero di serie del produttore 19354 e numero di linea 503. Era alimentato da 4 motori turboreattore Pratt & Whitney JT3D-3B. Il primo volo dell'aereo era avvenuto il 9 giugno 1966, il che significa che aveva 22 anni e 10 mesi al momento dell'incidente, accumulando 61.000 ore di volo.
Lo stesso aereo era stato utilizzato nel film del 1970 Airport quando l'aereo apparteneva alla Flying Tiger Line. Volò poi con altre compagnie aeree come Aer Lingus, El Al e British Caledonian prima di essere venduta alla Transbrasil.

## L'incidente
L'incidente avviene alle 11:54, ora di Brasilia. L'aereo stava effettuando un avvicinamento ad alta velocità alla pista 09R dell'aeroporto internazionale di São Paulo/Guarulhos poiché la pista doveva essere chiusa entro 6 minuti per manutenzione. Uno dei membri dell'equipaggio attivò per errore i freni ad aria compressa. Ciò portò l'aereo a perdere troppa velocità e ad andare in stallo. L'aereo si schiantò in una zona residenziale vicino a Rua Regente Feijó e Rua Sandovalina nel quartiere Jardim Ipanema a circa 2 chilometri (1,2 miglia; 1,1 nmi) dalla pista. L'aereo trasportava oltre 15.000 litri di carburante al momento dell'impatto, motivo per cui prese fuoco immediatamente, provocando la morte di tutti e 3 i membri dell'equipaggio a bordo e di 22 civili negli slum insieme a oltre 200 feriti. L'aereo trasportava 26 tonnellate (57.000 libbre) di televisori e giocattoli dalla zona di libero scambio di Manaus, tutti distrutti Questo fu il primo incidente grave dall'inaugurazione dell'aeroporto internazionale di San Paolo/Guarulhos il 20 gennaio 1985.

## Indagini e conseguenze
Le indagini svolte dal Dipartimento dell'Aviazione Civile all'epoca indicavano che l'incidente era stato causato da un errore umano, l'aereo era stato ispezionato due mesi prima dell'incidente ed era stato ritenuto "idoneo" ad operare.